# Strigno
Strigno (Striegen in tedesco, desueto) è una frazione di 1 424 abitanti del comune italiano di Castel Ivano, di cui è capoluogo, situato nella provincia autonoma di Trento.

## Storia
Vi aveva sede una guarnigione militare ed era luogo di soggiorno nella seconda metà dell'Ottocento, frequentato dalla borghesia austriaca, grazie al clima mite.
In piazza all'ombra di un olmo si riuniva la comunità civica e qui, accanto alla pietra del mal consiglio, fu appeso Giorgio Pucler, catturato e ucciso dai rivoltosi nel 1525.
Durante la prima guerra mondiale, Strigno fu fatto evacuare per motivi di sicurezza, data la sua vicinanza al fronte.

### Resistenza italiana
Dall'8 settembre 1943 al maggio 1945 la lotta di Resistenza al nazifascismo vide i partigiani organizzati nel Battaglione "Gherlenda" della Brigata Garibaldina Antonio Gramsci (Feltre).

### Simboli
Lo stemma del comune era stato riconosciuto con decreto del capo del governo del 3 ottobre 1930.
Il gonfalone, concesso con regio decreto del 27 maggio 1929, era un drappo di azzurro.

## Monumenti e luoghi d'interesse

### Architetture religiose
- Chiesa dell'Immacolata. Nella parte bassa dell'abitato è il principale luogo di culto della frazione. All'interno della chiesa vi è un pregevole dipinto di Eugenio Prati. Sull'altare destro la Pietà di Giovanni Marchiori del 1750 circa. Il campanile è medioevale. L'edificio attuale è del 1827, ma venne restaurato nel 1921 dopo i danni subita durante la prima guerra mondiale. L'interno dell'edificio sacro è a tre navate. In piazza vi è la Casa già Ceschi in stile barocco. Da ricordare è anche la chiesetta dei santi Vito, Modesto e Crescenzia.
- Cappella della Beata Maria Vergine di Loreto. Viene considerato un santuario miracoloso e vi si trova una pietra proveniente dall'omonimo Santuario di Loreto.

### Architetture civili
- Palazzo Floriani fu costruito su una precedente residenza e ricostruito nel 1821 dai Ceschi, una famiglia del luogo.

Nei pressi della borgata sorge il Dosso di Penile, un castelliere preistorico.

## Società

### Evoluzione demografica
Abitanti censiti

## Economia
L'economia si è evoluta da un'intensa attività agricola e artigiana ad un terziario avanzato, durante il XIX sec.
Al principio del secolo la località era nota per la produzione della seta, per una fabbrica di merletti, un laboratorio di oggetti religiosi e un fiorente artigianato. Inoltre, esportava vino e castagne a Vienna. Ad oggi non è rimasto quasi nulla di queste attività.

## Amministrazione

### Altre informazioni amministrative
La circoscrizione territoriale ha subito le seguenti modifiche: nel 1928 aggregazione di territori dei soppressi comuni di Ivano-Fracena, Samone, Scurelle, Spera e Villa Agnedo. Nel 1947 distacco di territori per la ricostituzione dei comuni di Ivano-Fracena (Censimento 1936: pop. res. 323), Samone (Censimento 1936: pop. res. 510), Scurelle (Censimento 1936: pop. res. 990), Spera (Censimento 1936: pop. res. 506) e Villa Agnedo (Censimento 1936: pop. res. 811).